# Lipniki (stacja kolejowa)
Lipniki – zlikwidowana wąskotorowa stacja kolejowa w Serafinie na linii kolejowej Dęby – Łomża Wąskotorowa, w powiecie ostrołęckim, w województwie mazowieckim, w Polsce.